# ハインリヒ＝ベレンガル
ハインリヒ＝ベレンガル（ドイツ語：Heinrich Berengar, 1136/7年 - 1150年）またはハインリヒ（6世）（Heinrich (VI.)）は、ローマ王コンラート3世とその2番目の妃ゲルトルート・フォン・ズルツバッハの長男。父の母方の祖父神聖ローマ皇帝ハインリヒ4世と母方の祖父ズルツバッハ伯ベレンガル2世の名をとって名付けられた。父の跡を継ぐ予定であったが、父に先立って死去した。

## 生涯
1139年、ハインリヒはハンガリー王ベーラ2世の娘ソフィーアと婚約した。ソフィーアはドイツ語と宮廷のしきたりを学ぶためドイツに移った。しかし1141年にベーラ2世が死去した後、ドイツとハンガリーとの関係が冷めてしまったため、ソフィーアはドイツに滞在していたものの、婚約は破棄された。ソフィーアの兄ハンガリー王ゲーザ2世から何度か手紙が送られたのち、ソフィーアは滞在していたドイツの修道院に残ることを許され、コンラート3世およびハインリヒもこれを認めた。
1147年3月13日にレーゲンスブルクで開かれた議会において、コンラート3世が第3回十字軍に出発する前に10歳のコンラートは諸侯によりローマ王に選出された。ハインリヒはバラの主日（3月30日）にアーヘンにおいて聖油を受け、戴冠された。十字軍で父コンラート3世が不在の間（1147年6月 - 1149年5月）、ハインリヒは有力な修道院長ヴィーバルトと書記官ハインリヒ・フォン・ヴィーセンバッハの指導下に置かれた。ハインリヒの尽力により、ハインリヒ・フォン・ヴィーセンバッハは書記官長となった。この期間にハインリヒが書いた手紙が9通（うち8通は完全な形で）残されている。
ハインリヒは1150年のフロヒベルクの戦いにおいて司令官となり、ヴェルフ6世およびヴェルフ7世に勝利した。ハインリヒの優れた武勇は東ローマ皇帝マヌエル1世コムネノスとその皇后で母ゲルトルートの妹エイレーネーに宛てた手紙で強調され、マヌエル1世夫妻に勝利を伝えている。ハインリヒは同年のうちに死去し、ロルヒ修道院に埋葬された。